# Galeria AB
Galeria AB (Galeria „pod gwiazdami”), to galeria sztuki użytkowej, mieszcząca się w Sukiennicach, pod adresem Rynek Główny 1/3 w Krakowie.
W galerii swoją ceramikę prezentuje Anita Szprych, Michał Chabielski i Małgorzata Żurawska. W galerii prezentują swą sztukę również artyści: Marita Benke, Magdalena i Andrzej Kucharscy, Patrycja Dubiel, Katarzyna Nowak, Ludwiki Szemioth-Bursy, Daniela de Tramecourta, Lidia Stanek i inni.
Wnętrze galerii przypomina krakowski salon z czasów cesarza Franciszka Józefa, salon wypełniony antykami, jednak obok antyków przestrzeń jest wypełniona przedmiotami nowoczesnej sztuki użytkowej. Galeria współpracuje z galerią sztuki użytkowej, dekoracyjnej i designu, z „Galerią BB”. Właścicielką galerii jest dziennikarka Anita Bialic.